# صبحانه قهرمانان
صبحانهٔ قهرمانان یا خداحافظ دوشنبهٔ غمناک (به انگلیسی: Breakfast of Champions, or Goodbye Blue Monday)، هشتمین رمان کرت وانه‌گت است که اولین بار در سال ۱۹۷۳ به چاپ رسید.
یکی از شخصیت‌های اصلی این کتاب، کیلگور تراوت است که نویسنده‌ای علمی‌تخیلی‌نویس است که در بیشتر رمان‌های ونه‌گات حضور دارد.
در سال ۱۹۹۹، اقتباس سینمایی این کتاب با بازی بروس ویلیس ساخته شد که با اقبال منتقدین مواجه نشد.

## داستان
کیلگور تراوت، نویسنده‌ای پرکار و در عین حال ناکام است که به جز یک نفر، هیچ‌کس انبوه کتاب‌ها و داستان‌های او را نخوانده‌است. روزی با اعمال نفوذ این تنها خواننده، به جشنوارهٔ هنر شهر کوچک میدلند سیتی دعوت می‌شود؛ او که از این دعوت شوکه شده، تصمیم می‌گیرد تا به آنجا برود. حضور تراوت در این شهر باعث وقایعی می‌شود که زندگی چندین نفر را دگرگون می‌کند؛ از جملهٔ این افراد، دواین هوور (Dwayne Hoover) است که فروشندهٔ ماشین‌های پونتیاک و از ثروتمندترین شهروندان میدلند سیتی است.